# Clery-sur-Somme Communal Cemetery
Clery-sur-Somme Communal Cemetery is een begraafplaats gelegen in de Franse plaats Clery-sur-Somme (Somme). De militaire graven worden onderhouden door de Commonwealth War Graves Commission.
De begraafplaats telt 1 geïdentificeerd Gemenebest graf uit de Eerste Wereldoorlog.